# Флавія Доміцилла Молодша
Флавія Доміцилла Молодша (лат. Flavia Domitilla Minor, 45 —66) — давньоримська матрона часів початку Римської імперії.

## Життєпис
Походила з роду Флавіїв. Донька Тіта Флавія Веспасіана та Флавії Доміцилли. Про її дитинство мало відомо. У 60 році одружилася з Квінтом Церіалом. Доміцилла народила доньку, проте вже у 66 році померла. У 85 році її брат імператор Доміціан надав титул Августи (посмертно) та обожнив її. У Ферентіумі на її честь зведено храм. 

## Діти
Її дочкою була Свята Флавія Доміцилла[джерело?].